# Riesenturmdeckelschnecke
Die Riesenturmdeckelschnecke (Brotia herculea) ist eine getrenntgeschlechtliche Süßwasserschnecke aus der Überfamilie der Cerithioidea. Sie kann eine Gehäuselänge von bis zu 10 cm erreichen. 

## Merkmale
Das Gehäuse ist hochkonisch mit bis zu 12 Windungen. Es ist groß bis sehr groß (bis knapp 10 cm hoch, 3 cm breit), die Schale relativ dick. Das Gehäuseende ist meist weißlich und porös. Die Grundfarbe des Gehäuses ist gelb bis hellbraun, die Oberfläche weist Spiralstreifen und Querrippen auf. Der Fuß ist hellgrau bis braun mit einem ovalen Operculum. Es hat 4 bis 6 Windungen um den zentral liegenden Nukleolus und passt ziemlich genau in die Mündung. Die Radula kann bis 3 cm lang sein mit etwa 180 Querreihen von Zähnen (7 Zähne pro Querreihe). Die Farbe des Körpers variiert von dunkelgrau bis schwarz, der Fuß ist meist etwas heller. Die Sohle weist helle Flecke auf.

## Verbreitung
Das natürliche Verbreitungsgebiet der Art sind die Flusssysteme des Irrawaddy, Chindwin, des Saluen (mit dem Mae Nam Moei), und des Mae Nam Chao Phraya (mit den Flüssen Mae Nam Ping und Mae Nam Nan) in Myanmar und im nordwestlichen Thailand. Die Riesenturmdeckelschnecke ist heute ein beliebtes Aquariumstier.

## Vorkommen
Die Art bevorzugt klares Wasser und lebt auf steinigen, sandigen oder schlammigen Böden und Wurzeln sowie unter Blättern im Wasser. Sie lebt von verrottendem Pflanzenmaterial und Detritus.

## Systematik
Neben dem gültige Artnamen Brotia herculea gibt es eine ganze Reihe von nicht gültigen Synonymen. Es ist die größte Art der Gattung.

## Aquaristik
Als Bodengrund bevorzugen diese Tiere feinen Kies oder Sand, um sich besser fortbewegen zu können. Die Tiere benötigen Wassertemperaturen von 22 bis 28 °C und sauberes Aquarienwasser. Sie suchen am Tage nach Fressbarem am Aquariumgrund.